# Metroul din Torino
Metroul din Torino (în italiană Metropolitana di Torino) este un sistem de transport rapid care deservește orașul Torino. Este operat de Gruppo Torinese Trasporti (GTT), o companie publică controlată de municipalitatea din Torino. Sistemul cuprinde o linie de 15,1 km cu 23 de stații care leagă gara Fermi din Collegno cu Piazza Bengasi din Torino, în apropierea graniței cu municipiul Moncalieri.

## Istorie
Istoria metroului din Torino pornește din anii 1930, când a fost propus primul proiect al unei căi ferate subterane. Cu toate acestea, doar o parte din primul tunel a fost construită, iar proiectul propriu-zis a fost dat deoparte. În prezent, tunelul face parte dintr-un sistem de parcare subterană.
O nouă companie angajată în dezvoltarea unui sistem de metrou în Torino a fost fondată în anii 1960. Au fost realizate mai multe proiecte și studii de fezabilitate pentru o linie de metrou de 7 km sub centrul orașului și apoi pentru o linie care ar fi legat fabricile FIAT de cartierele din jur, dar în cele din urmă toate propunerile au fost respinse.
La mijlocul anilor 1980, a fost aprobată o nouă propunere pentru un sistem de 5 linii rapide de tramvai la nivel. Cu toate acestea, doar linia 3 planificată a fost construită în urma proiectului inițial, în timp ce celelalte au fost, în cele din urmă, construite fie ca linii de tramvai obișnuite, fără bandă dedicată, fie ca linii de autobuz.
Un nou proiect a fost aprobat în 1995 pentru o linie care ar fi mers de la Campo Volo la granița de vest a orașului până la Porta Nuova⁠(d), gara principală din Torino. Proiectul a fost suspendat din lipsă de fonduri.
Proiectul pentru linia de metrou a fost reluat în aprilie 1999 cu un traseu mai lung, către Lingotto,⁠(d) bazat pe sistemul VAL⁠(d). Lucrările la linie au început la 19 decembrie 2000, ca parte a lucrărilor pentru Jocurile Olimpice de iarnă de la Torino 2006. Prima secțiune, de la Fermi la XVIII Dicembre a fost deschisă pe 4 februarie 2006, în timp ce a doua secțiune de la sud spre Porta Nuova a fost deschisă pe 5 octombrie 2007. Gara Porta Susa⁠(d) a fost deschisă mai târziu, pe 9 septembrie 2011. Ultima parte a liniei de la sud spre Lingotto a fost inaugurată la 6 martie 2011.

### Extensia sudică Lingotto – Bengasi
Două stații suplimentare, care ajung la limita de sud a orașului, au fost construite între 2012 și 2021. Acestea sunt Italia '61, care deservește noul sediu al regiunii Piemont și Bengasi, numită după piața sub care se află. Stațiile au fost deschise pe 23 aprilie 2021.

### Cronologie
| Secțiune | Data             | Traseu                       |
| -------- | ---------------- | ---------------------------- |
| 1        | 4 februarie 2006 | Fermi – XVIII Dicembre       |
| 2        | 5 octombrie 2007 | XVIII Dicembre – Porta Nuova |
| 3        | 6 martie 2011    | Porta Nuova – Lingotto       |
| 4        | 23 aprilie 2021  | Lingotto – Bengasi           |

## Rețea
| Linia   | Terminale       | Deschis          | Cea mai nouă extensie | Lungime                 | Statii |
| ------- | --------------- | ---------------- | --------------------- | ----------------------- | ------ |
| Linia 1 | Fermi – Bengasi | 4 februarie 2006 | 23 aprilie 2021       | 15,1 kilometri (9,4 mi) | 23     |

## Serviciu

### Bilete
Din mai 2018, biletul de călătorie unică costă 1,70 € și include linia urbană și linia suburbană pentru 100 de minute. Mai mult, orice formă de abonament de transport urban este valabilă și pentru sistemul de metrou.

### Ore de funcționare
Din 4 septembrie 2023 metroul funcționează de la ora 5:30 de luni până sâmbătă și de la ora 7.00 duminica și se închide la ora 22:00 de luni până joi, 1:30 vinerea și sâmbăta și 22:00 duminica.

## Stoc rulant
- 58 Siemens⁠(d) VAL 208⁠(d)